# 维尔纳·利波尔特
维尔纳·利波尔特（德語：Werner Lippoldt，1944年2月16日—），德国男子射击运动员。他曾代表东德参加1972年夏季奥林匹克运动会射击比赛，获得50米步枪三姿铜牌。